# 瓦薩爾伯勒 (緬因州)
瓦薩爾伯勒（英語：Vassalboro）是一個位於美國緬因州肯納貝克縣的市鎮。

## 人口
根據2020年美國人口普查的數據，瓦薩爾伯勒的面積為123.83平方千米，當中陸地面積為114.66平方千米，而水域面積為9.17平方千米。當地共有人口4520人，而人口密度為每平方千米37人。